# 因嫩采尔
因嫩采尔是德国巴伐利亚州的一个市镇。总面积22.13平方公里，总人口1603人，其中男性828人，女性775人（2011年12月31日），人口密度72人/平方公里。